# Eugenia bojeri
Eugenia bojeri är en myrtenväxtart som beskrevs av John Gilbert Baker. Eugenia bojeri ingår i släktet Eugenia och familjen myrtenväxter. IUCN kategoriserar arten globalt som akut hotad.
Artens utbredningsområde är Mauritius. Inga underarter finns listade i Catalogue of Life.

## Bildgalleri

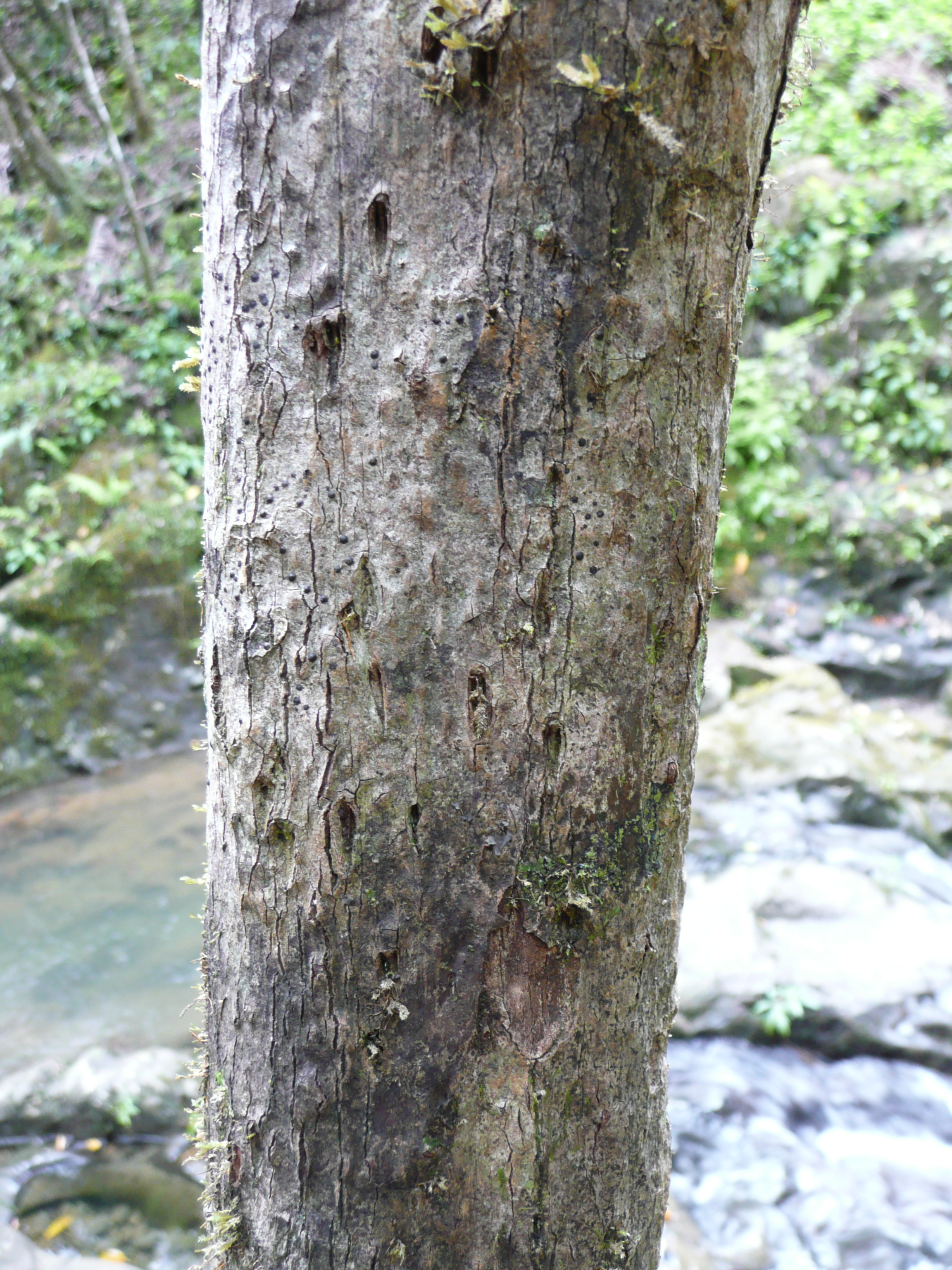
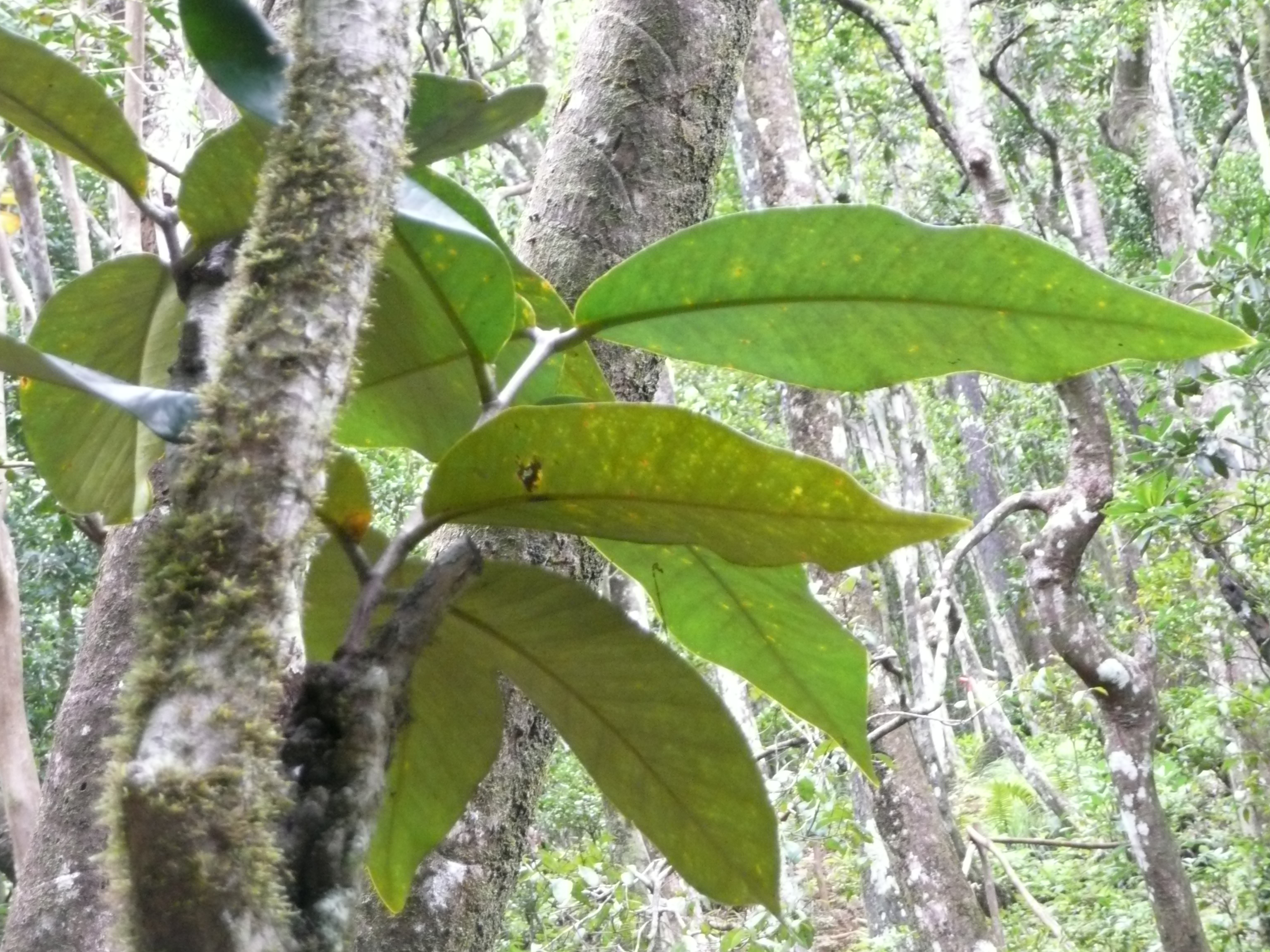
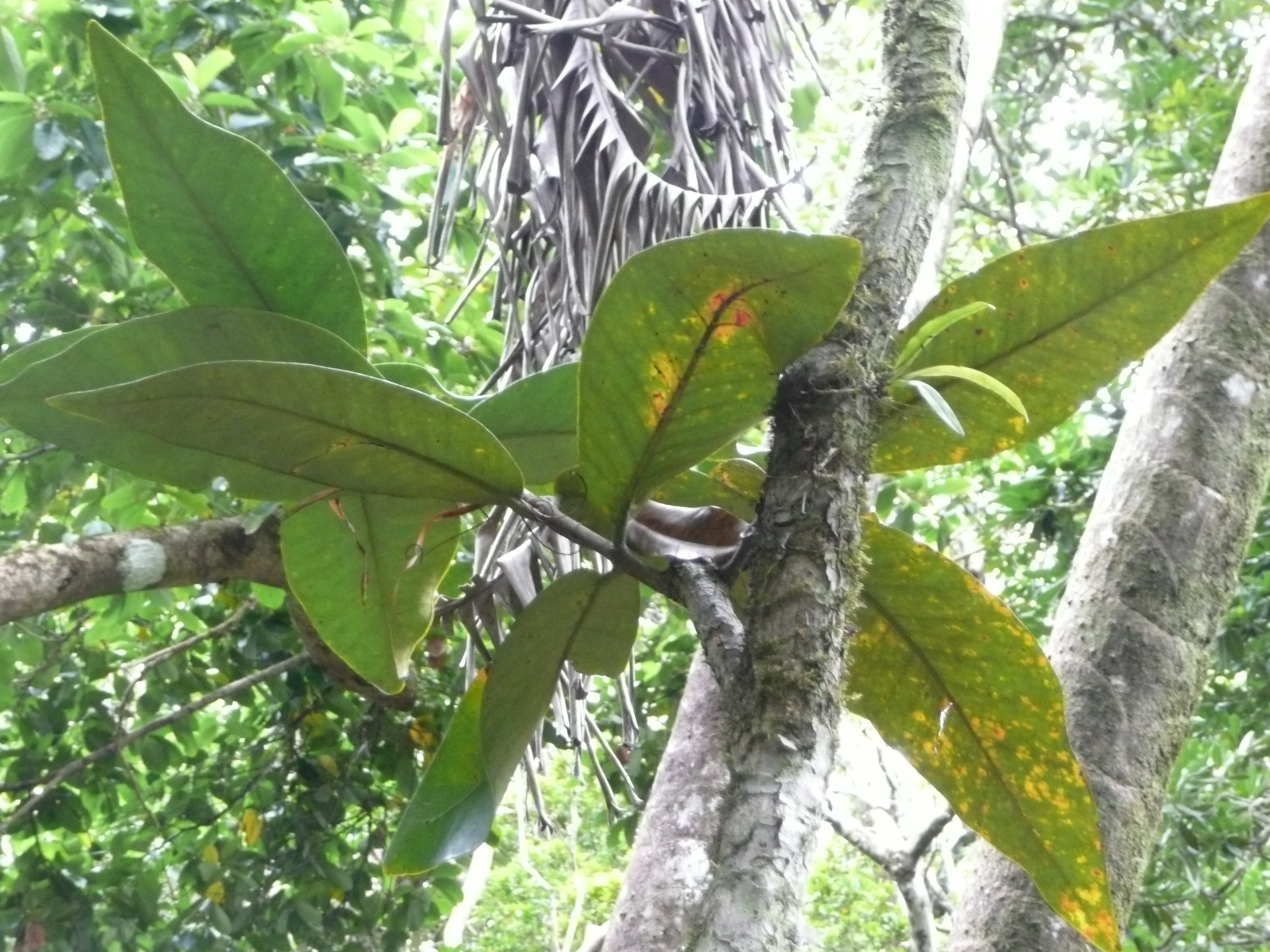
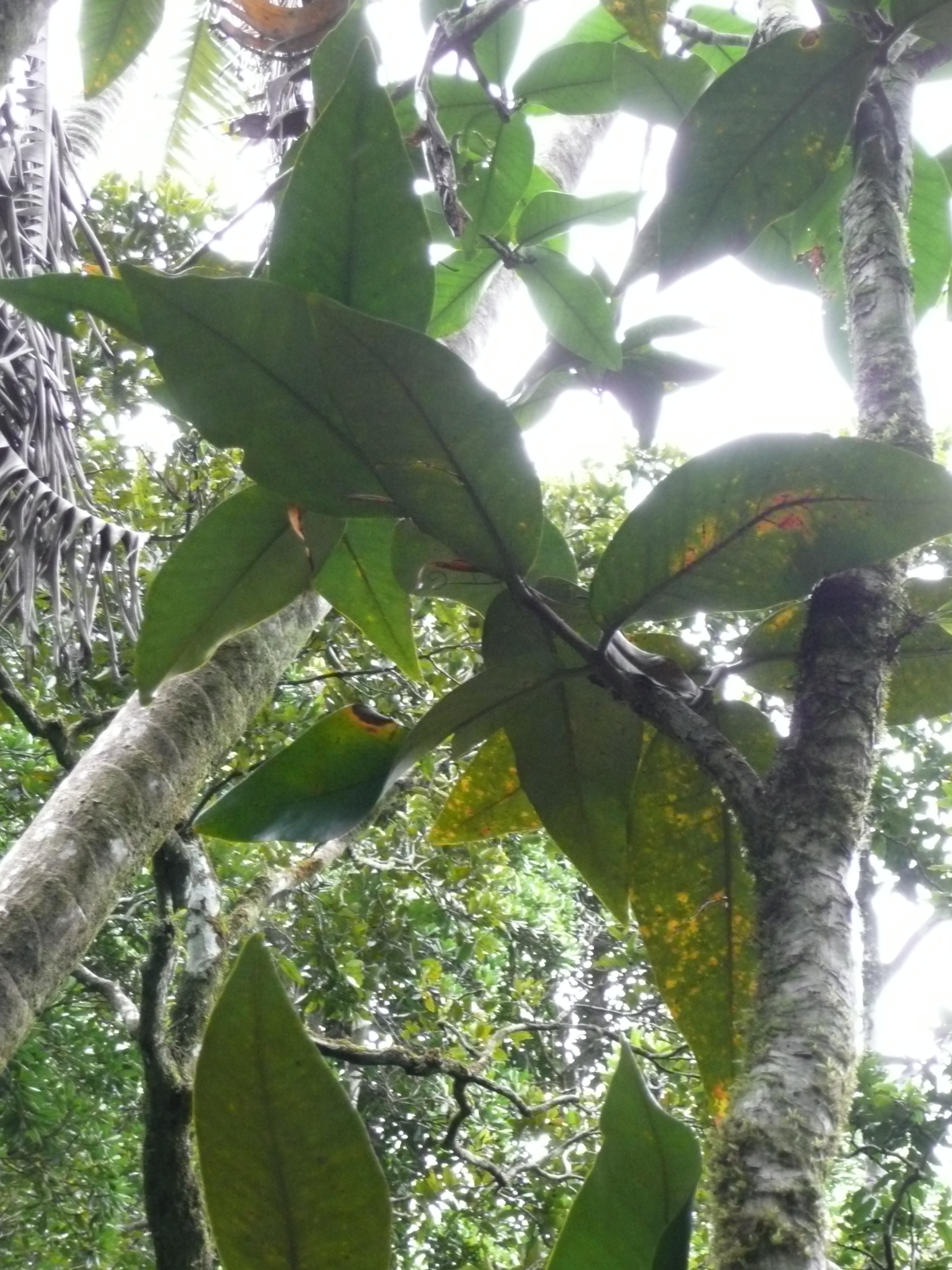
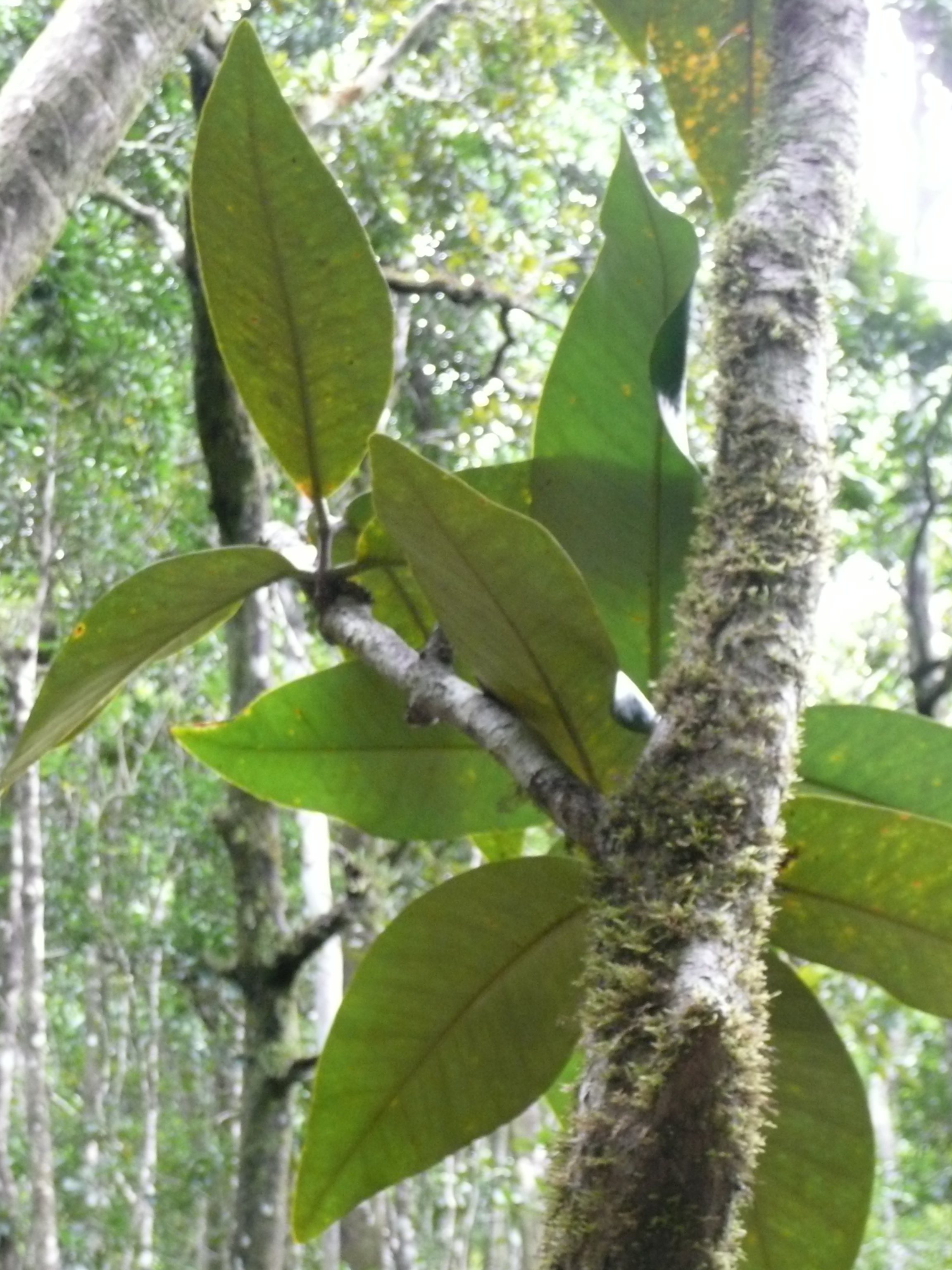